# 入沢宗寿

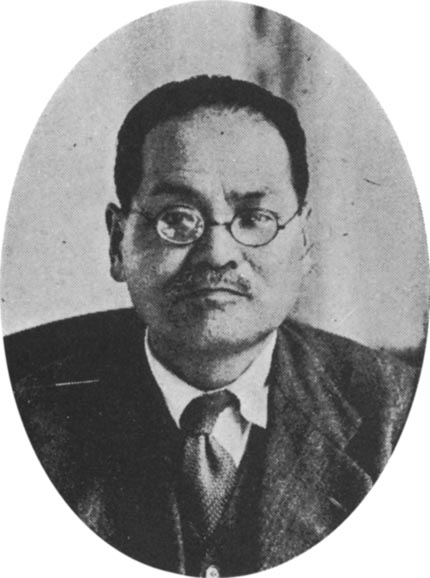
入沢宗寿

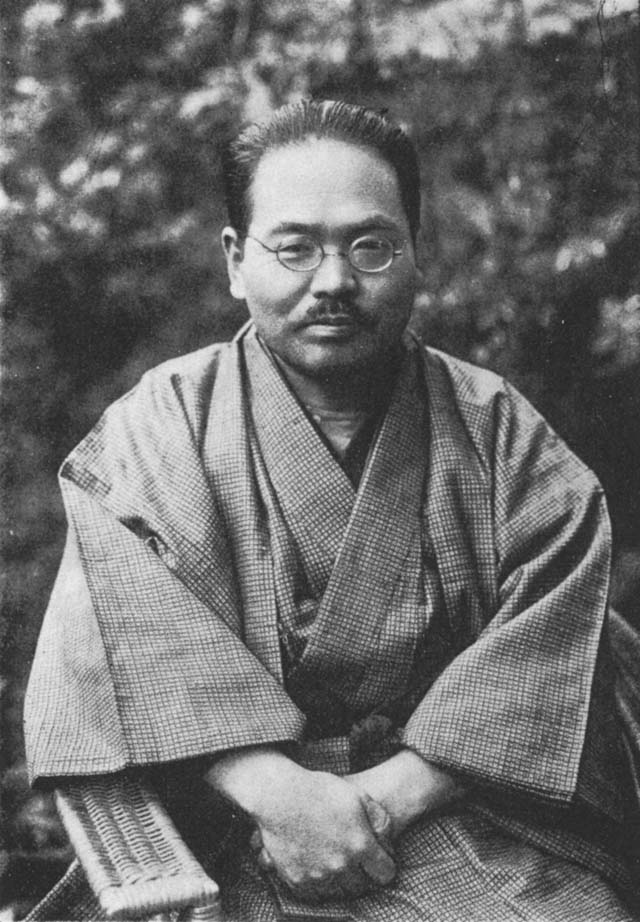
入沢宗寿

入沢 宗寿（いりさわ むねとし、旧字体では入澤宗壽、1885年12月23日 - 1945年5月13日）は、日本の教育学者。鳥取県日野郡宮内村（現日南町）生まれ。1911年東京帝国大学哲学科卒業後、神宮皇学館教授を経て、1932年東京帝国大学教授に就任。大正新教育運動の旗手の一人。専門は欧米教育思想史。新学校あるいは体験学校と名付けた実践的研究を行った。また、新教育協会を設立した。
1929年、東京大学文学博士。論文の題は「汎愛派教育思想の研究」。 
1945年5月13日、東京帝大小石川分院で死去。

## 著書
- 『近代教育思想史』弘道館、1914年。
- 『輓近の教育思潮』弘道館、1914年。
- 『現今の教育』、弘道館、1915年
- 『教育的論理学』、弘道館、1917年
- 『欧米教育の新潮』、弘道館、1920年
- 『教育新思潮批判』、隆文館、1921年
- 『最近教育学』、日進堂、1921年
- 『新教授法原論』、敎育研究會、1922年
- 『新教育方法の研究』、内外出版、1923年
- 『新教育の哲学的基礎』、内外出版、1923年
- 『国民教育の思潮（修身訓練の根本問題）』、敎育研究會、1923年
- 『構案法に依る新地理教育』（山崎博と共著）、敎育研究會、1924年
- 『教育史概説』、内外書房、1924年
- 『新教育法講話』、天地書房、1924年
- 『現代文化と教育』（厨川白村、深田康算、上野陽一、澤柳政太郎、阿部重孝と共著）民友社、1924年
- 『教育史図表』、内外書房、1924年
- 『体験教育に於ける個性及個性教育の実際』（山崎博と共著）、内外書房、1925年
- 『論理学』（武政太郎と共著）、内外書房、1925年
- 『新制論理学』（武政太郎と共著）、東京開成館、1925年
- 『文化教育学と新教育』、敎育研究會、1925年
- 『ディルタイ派の文化教育学説』、広文堂、1926年
- 『体験教育と体験学校』（城島勘一と共著）、内外書房、1926年
- 『教育思想問題講話』、右文書院、1926年
- 『文化教育学と体験教育』、同文館、1926年
- 『汎愛派教育思想の研究学校教育論』、敎育研究會、1929年
- 『入澤教育辞典』、敎育研究會、1932年
- 『日本教育の伝統と建設』、目黒書店、1937年
- 『教育史概説』、帝大プリント聯盟、1938年
- 『合科教育原論』、明治図書、1939年
- 『貝原益軒』、文教書院、1943年

### 翻訳書
- テオドール・ファーレン 著、新独逸国家大系刊行会 編『民族社会主義国家に於ける学問・教育・国民国家』日本評論社〈新独逸国家大系 第2巻〉、1939年、59-152頁。

## 参考
- デジタル版日本人名大辞典